# Geschichte der Stadt Weimar
Die Geschichte der Stadt Weimar ist der Titel einer Gesamtdarstellung der Stadtgeschichte Weimars, die anlässlich des 1000-jährigen Bestehens der Stadt Weimar 1975 vom Rat der Stadt in Auftrag gegeben wurde und in dem Jahr erschien. Eine zweite Auflage folgte 1976. Wenn auch das Wort Festschrift oder Festgabe hierbei nicht fällt, so hatte der Band aber die Aufgabe. In der DDR dürfte er zugleich die älteste Stadtgeschichte mit dieser Aufgabe sein, zumindest aber eine der ältesten.

## Beschreibung
Die Herausgeber sind Gitta Günther, die auch die Redaktion innehatte, und Lothar Wallraf, der wiederum die Arbeitsgruppe leitete. Außer Wallraf sind die weiteren Autoren Günther Behm-Blancke, der die Ur- und Frühgeschichte des Weimarer Stadtgebietes beschreibt, Hans Eberhardt, dem die Anfänge und die Stadtentwicklung von 975 bis zum Beginn des 16. Jahrhunderts oblag, Ernst Müller, der das Kapitel  Von der Frühbürgerlichen Revolution bis zum Dreißigjährigen Krieg 1525 bis 1648 verfasste, Erhard Naake das über Die Entwicklung zur fürstlichen Residenzstadt 1648 bis 1730 und Hans H. F. Henning Die Entwicklung Weimars in der Zeit der Emanzipation des Bürgertums und im Jahrhundert Goethes 1750 bis 1830. Diese Kapitel zusammen haben eine Stärke von etwas über 330 Seiten. Die nachfolgenden Kapitel wiederum füllen fast 500 Seiten: Ulrich Heß beschreibt den Beginn kapitalistischer Produktionsprozesse bis 1917, Lothar Wallraf das vom Ersten Weltkrieg bis zur Befreiung vom Faschismus und Edgar Hartwig beschreibt den Weg Weimars zu einer sozialistischen Stadt und zu einem geistigen Zentrum. 
Im Vorwort steht: „Aus Anlaß der Tausendjahrfeier Weimars im Jahre 1975 haben sich die Verfasser und die Herausgeber 1969 zu einer sozialistischen Arbeitsgemeinschaft zusammengeschlossen, um das Werk als wissenschaftlichen Jubiläumsbeitrag erscheinen zu lassen.“ An anderer Stelle im Vorwort heißt es: „Die weit über die Grenzen bürgerlicher Fragestellung hinausgehenden, auf der Grundlage des historischen Materialismus geführten Forschungen gelangten zu neuen Erkenntnissen der sozialökonomischen Ursachen und Bedingungen der für die Geschichte Weimars so bedeutsamen geistig-kulturellen Vorgänge und Ereignisse und ließen wesentliche Zusammenhänge in völlig neuem Licht erscheinen. Die Darstellung, die den in der Geschichte der traditionsreichen Stadt besonders klar hervortretenden progressiven und humanistischen Bestrebungen in der Vergangenheit unseres Volkes nachgeht, ruft zugleich die in der Geschichte Weimars nicht zu übersehenden außergewöhnlichen reaktionären Gegenwirkungen ins Bewußtsein und bietet so ein möglichst detailgetreues Bild der oft sehr komplizierten Klassenverhältnisse und Klassenkämpfe“. Die ideologische Grundausrichtung entsprechend dem Historischen Materialismus ist nicht zu übersehen. Rudolf Diezel lieferte in diesem Band einen Exkurs zu den Weimarer Stadtwappen und Siegeln. Den graufarbenen Leineneinband ziert das Weimarer Stadtwappen. Den Schutzumschlag mit der dargestellten Giebelseite des Weimarer Stadthauses wurde von Wilfriede Lauer aus Weimar entworfen. Es hatte den Preis von 55 DDR-Mark.
Die grundlegende Bedeutung als wissenschaftlich fundierte Gesamtdarstellung der Stadtgeschichte Weimars trotz ihrer ideologischen Einfärbung lässt sich bis heute an Darstellungen ablesen wie z. B. an der Kulturgeschichte Weimars von Annette Seemann.

## Varia
Die nach 1975 stattgefundene Entwicklung Weimars kann die von Günther und Wallraf herausgegebene Weimarer Stadtgeschichte natürlich nicht schildern. Dieses wiederum liefert die Stadtgeschichte Weimars von Steffen Raßloff, die  eine populärwissenschaftliche Monographie einer Publikationsreihe ist.